# Парковый переулок (Екатеринбург)
Па́рковый переу́лок (до конца 1930-х — 2-я Лесная) — переулок в жилом районе «Пионерский» Кировского административного района Екатеринбурга.

## Происхождение названия
Своё название переулок получил по расположенному рядом с ним парку (в квартале между Советской ул., Парковым пер., ул. Будённого и ул. Гражданской Войны). Парк ныне утрачен.

## Расположение и благоустройство
Парковый переулок идёт с северо-запада на юго-восток между Омской и Июльской улицами, начинаясь от Июльской улицы (проезда нет) и заканчиваясь на перекрёстке улиц Мира и Блюхера. Пересекается с Советской улицей. На улицу справа выходит улица Гражданской Войны. Протяжённость улицы составляет около 700 метров, но дома южнее пресечения с Советской улицей, после того как здесь в 1980-е годы была полностью снесена частная застройка, а на её месте построили многоэтажные дома, приписаны к Советской улице и улице Блюхера. Ширина проезжей части составляет около пяти метров.
На протяжении Паркового переулка имеется один светофор. Часть улицы оборудована тротуарами.

## История
Переулок был спланирован в 1927—1928 годах и обозначен на карте Свердловска 1929 года как застраиваемый. До конца 1930-х годов обозначался на всех картах Свердловска как 2-я Лесная улица. В 1970-е — 1980-е годы переулок был застроен многоэтажными жилыми домами типовых серий.

## Здания и сооружения
Внимание! Этот раздел содержит информацию по состоянию на май 2012 года
По нечётной стороне:
- № 37 — девятиэтажный 72-квартирный кирпичный жилой дом постройки 1989 года;
- № 37а — детский сад № 547;
- № 39 — двухэтажный 8-квартирный шлакоблочный жилой дом постройки 1957 года;
- № 39/2 — шеститиэтажный 60-квартирный кирпичный жилой дом постройки 1995 года;
- № 39/3 — пятиэтажный 60-квартирный панельный жилой дом постройки 1981 года;
- № 39 к4 — девятиэтажный 144-квартирный панельный жилой дом постройки 1977 года;
- № 41а — детский сад № 571;
- № 41/1 — двухэтажный 16-квартирный кирпичный жилой дом постройки 1959 года;
- № 41/2 — трёхэтажный 44-квартирный кирпичный жилой дом постройки 1962 года;
- № 41/3 — пятиэтажный 59-квартирный панельный жилой дом постройки 1976 года;
- № 41 к4 — девятиэтажный 144-квартирный панельный жилой дом постройки 1975 года;
- № 43 — девятиэтажный 35-квартирный панельный жилой дом постройки 1984 года;
- № 45а — детский сад № 517;
- № 45 к1 — пятиэтажный 60-квартирный панельный жилой дом постройки 1974 года;
- № 45 к2 — пятиэтажный 80-квартирный панельный жилой дом постройки 1973 года;

По чётной стороне:
- № 6а — двухэтажный 24-квартирный кирпичный жилой дом постройки 1961 года;
- № 6б — двухэтажный 25-квартирный кирпичный жилой дом постройки 1959 года;
- № 8 — двухэтажный 8-квартирный шлакоблочный жилой дом постройки 1955 года;
- № 8а — хозяйственный корпус;
- № 10 — двухэтажный кирпичный жилой дом;
- № 12 — девятиэтажное общежитие постройки 1975 года;
- № 14 — девятиэтажное общежитие постройки 1976 года.

## Транспорт

### Наземный общественный транспорт
Движение наземного общественного транспорта по самому переулку не осуществляется. У пересечения с улицей Советской находится остановка «Парковый переулок»:
Автобус: № 60;
Троллейбус: № 4;
Маршрутное такси: № 81.

### Ближайшие станции метро
Действующих станций метро поблизости нет. В 600 метрах от текущей застройки переулка в отдалённой перспективе планируется построить станцию 3-й линии екатеринбургского метрополитена «Гагаринская».